# Unha
Unha hay Eunha (tiếng Hàn Quốc: 은하, 銀河, Ngân Hà là một loại tên lửa đẩy do Cộng hòa Dân chủ Nhân dân Triều Tiên phát triển trên cơ sở hệ thống tên lửa tầm xa Taepodong-2.
Unha-3 là một biến thể, được phóng lên quỹ đạo vào lúc 9 giờ 49 phút (giờ địa phương) ngày 12 tháng 12 năm 2012.